# Arkö
Arkö är en ö i Jonsbergs socken, Norrköpings kommun, Östergötlands län. Den är belägen vid inomskärslederna mellan Bråviken och Slätbaken. Ön har en yta på 3,73 kvadratkilometer.
Gravrösen från bronsåldern tyder på att människor bott på Arkö redan då. Namnet skrevs 1357 Alrekkyo, namnet betyder "den albevuxna öräckan". 1362 utfärdade Magnus Eriksson och Håkan Magnusson ett brev på Arkö. Flera hus från 1700-talet finns ännu bevarade på ön. 1785 bodde 18 personer på Arkö, 1820 hade befolkningen ökat till 46 personer. Arkö båk, ett tresidigt trätorn avsett som lotsutkik uppfördes på 1820-talet. År 1900 bodde 105 personer på ön och på 1920-talet fanns nio små gårdar på Arkö. Jordbruket och lotsverksamheten lades ned på 1960-talet.
Det fanns även en fyrplats på ön. Vid Arkösund, som i väster skiljer Arkö från fastlandet, fanns en järnvägsstation, ändstationen för Vikbolandets järnväg, och en god hamn. Där fanns tidigare en skans, som dock förfallit sedan slutet av 1600-talet. På Arkös södra spets ligger anläggningen Arkö Flyg- och sjöräddningsskola, som ägs och drivs av Sjöfartsverket. Kursgården och skolan etablerades 1979. Markområde och byggnader användes som lotsplats 1878-1968. 
Båtresan från Arkösunds samhälle till Arkö tar omkring tio minuter.
Östra delen av Arkö domineras av lövskog, medan den västra huvudsakligen består av barrskog.